# Lago di Serre-Ponçon
Il lago di Serre-Ponçon (in francese lac de Serre-Ponçon, in occitano lac de Sèrra-Ponçon) è un lago artificiale della Francia creato dall'omonima diga eretta lungo il fiume Durance, a valle della sua confluenza con l'Ubaye. Con 1,2 miliardi di metri cubi di acqua ed una superficie di 28,2 chilometri quadrati è la terza più importante riserva d'acqua artificiale in Europa dopo la diga di Alqueva in Portogallo (regione dell'Alentejo) e quella del lago del Der-Chantecoq, ancora in Francia.

## Comuni rivieraschi
Nel dipartimento delle Alte Alpi:
- Embrun, sulla riva destra (orografica) della Durance: l'estensione del bacino nel territorio comunale è stato racchiuso e viene mantenuto a livello costante; non vi sono accessi al lago propriamente detti
- Crots, sulla riva sinistra della Durance per 6 chilometri. Vi sono due zone turistiche sulla riva del lago, da una parte e dall'altra del torrente di Boscodon
- Puy-Sanières, sulla riva destra della Durance per 4 chilometri, nessun accesso regolato al lago
- Savines-le-Lac, unico comune il cui territorio è sito su entrambe le rive del lago, per circa 5 chilometri lungo ciascuna. Passeggiate lungo il lago nella buona stagione
- Prunières, sulla riva destra della Durance per 4 chilometri, vari accessi al lago dalla RN 94, zona turistica attrezzata sulla baia di Saint-Michel
- Chorges, sulla riva destra della Durance per 5 chilometri, esclusa la baia dei Moulettes. Zona turistica attrezzata a Chanteloube e spiaggia sulla baia di Saint-Michel;

- Rousset, sulla riva destra della Durance per 5 chilometri, piccoli accessi attrezzati sulla baia dei Lionnets
- le Sauze-du-Lac, fra la Durance e l'Ubaye, per 6 chilometri. Località attrezzata per il turismo a Port-Saint-Pierre (unico accesso al lago). Dopo il riempimento dell'invaso il comune non ha più confini via terra con gli altri comuni del dipartimento

Nel dipartimento delle Alpi dell'Alta Provenza:
- Pontis, sulla riva sinistra della Durance per 3 chilometri, accesso al lago difficoltoso
- le Lauzet-Ubaye, riva destra dell'Ubaye per 6 chilometri e nessun accesso attrezzato al lago
- la Bréole, sulla riva sinistra della Durance per 6 chilometri, un solo accesso al lago con attrezzatura speciale per la nautica da diporto
- Saint-Vincent-les-Forts, sulla riva sinistra dell'Ubaye per 5 chilometri, località turistica

### La cappella di Saint-Michel

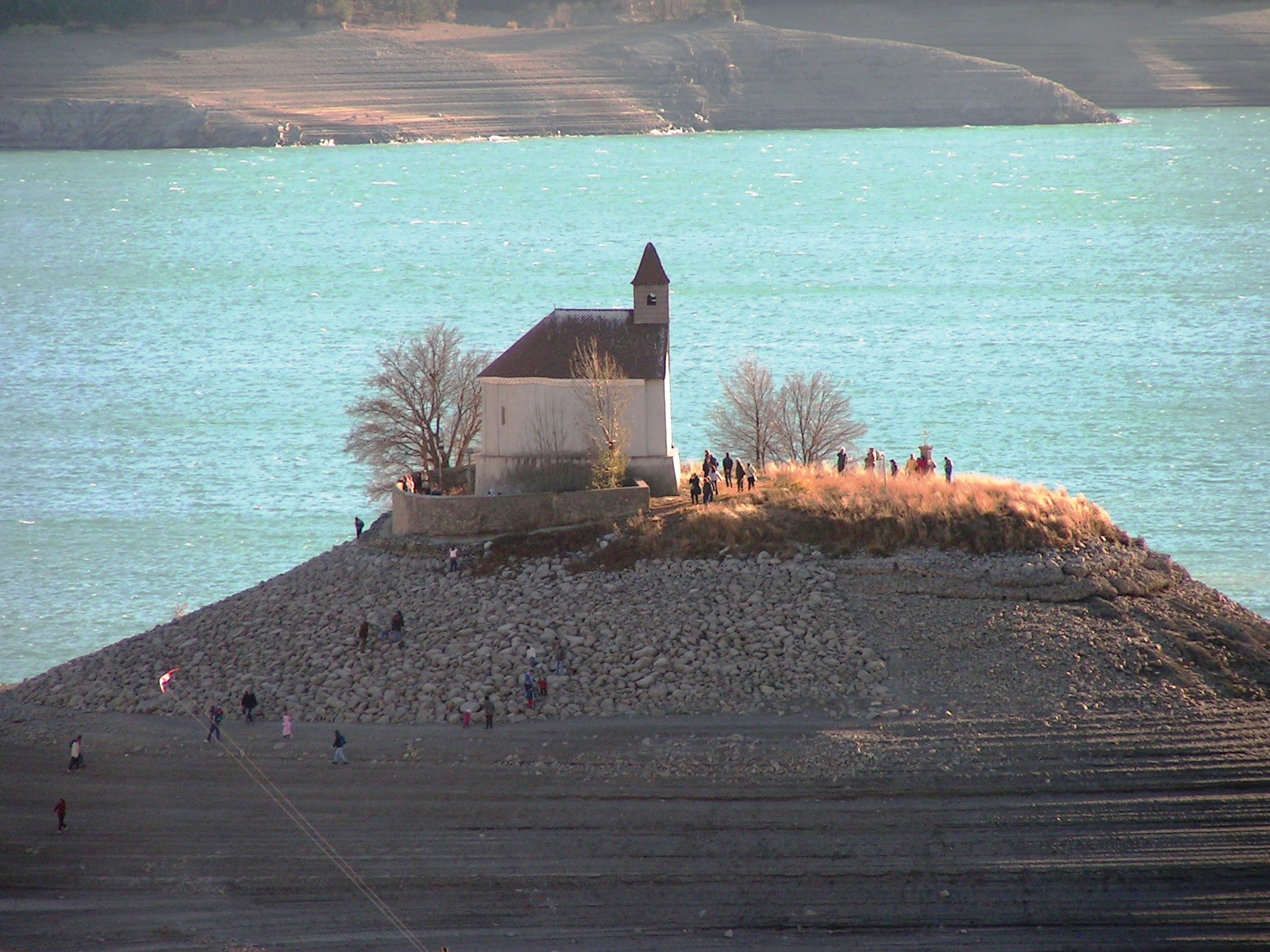
La cappella di Saint-Michel durante il periodo di basso livello dell'acqua

Intorno all'anno 1020 l'abbazia di Nostra Signora di Boscodon era titolare di un priorato che dominava la valle della Durance sulla sua riva destra, fra Chorges et Prunières.
La cappella, costruita nel XII secolo su una piccola altura ed associata alla Sacra di San Michele, fu distrutta nel 1692 dalle truppe del duca di Savoia. Ricostruita nel XVII secolo, divenne luogo di pellegrinaggio per i parrocchiani di Chorges e di Prunières, che vi si recavano in massa il 29 settembre, festa di san Michele arcangelo.
Alla erezione dello sbarramento, nel 1961, era programmata la sua demolizione ma, poiché essa era ad un'altezza leggermente superiore al livello teorico massimo previsto per il futuro lago, fu mantenuta. Ormai la cappella troneggia sola su un'isoletta di qualche decina di metri quadri al di sopra del livello del lago. Il cimitero è stato sommerso e la cappella murata. Vi si può accedere ancora oggi, quando il livello scende al minimo ma non vi si può entrare. Vengono tuttavia officiati servizi religiosi su imbarcazioni portate vicino alla cappella.

## Utilizzo

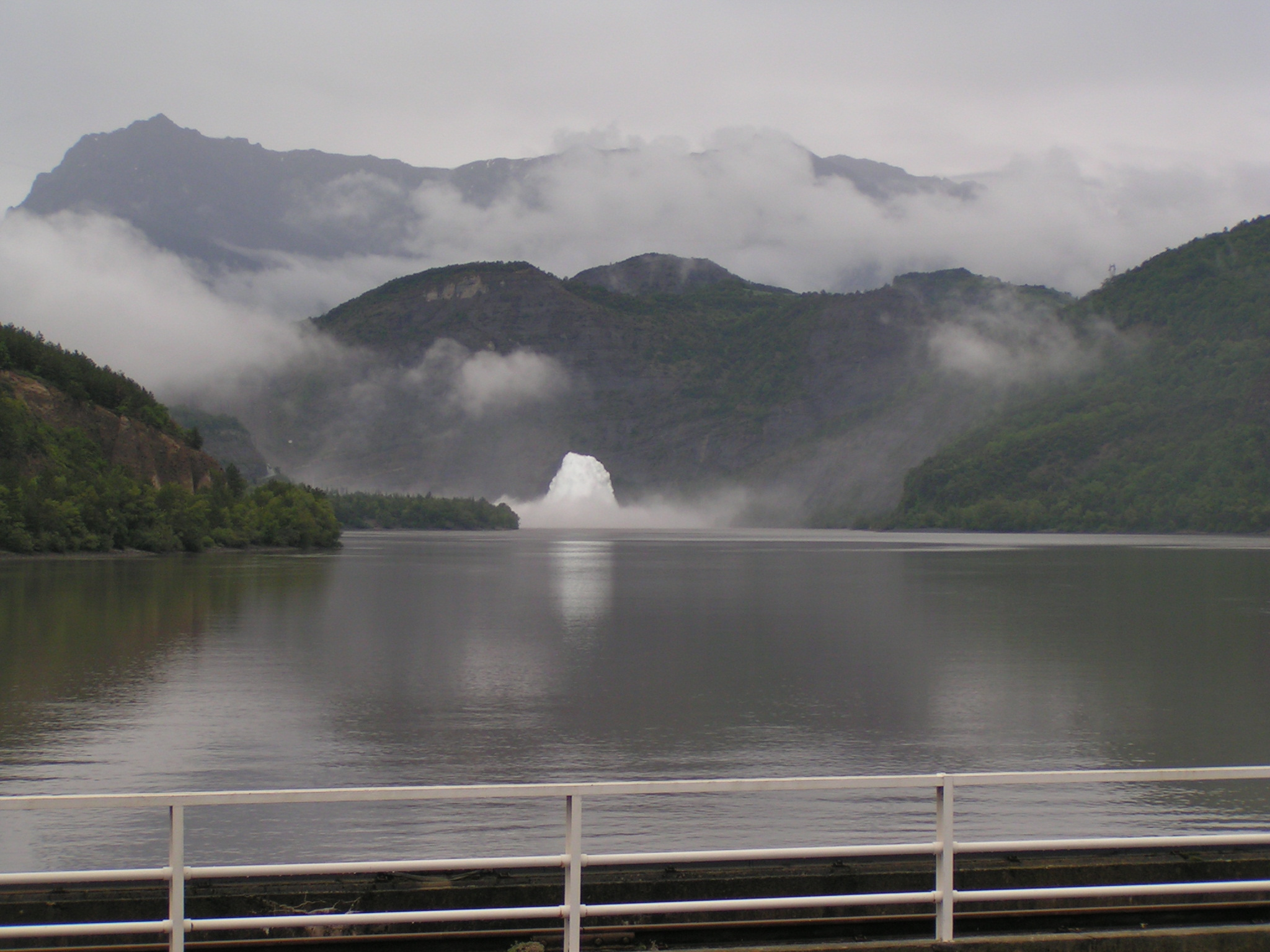
Evacuatore di piena dello sbarramento di Serre-Ponçon visto dal ponte d'Espinasses - 30 maggio 2008

La «Legge per lo sfruttamento di Serre-Ponçon e della Bassa-Durance» del 5 gennaio 1955 indica la volontà del legislatore di associare l'irrigazione alla produzione di energia elettrica. Così, a partire dal riempimento, un canale, gestito dalla EDF, conduce la maggior parte dell'acqua del fiume verso sbarramenti-officina successivi, situati lungo la valle, permettendone l'irrigazione. Il grand canal EDF segue la Durance, su una o su l'altra riva, per più di 100 chilometri e non finisce che all'altezza del « passaggio di Lamanon», nel nord delle Bocche del Rodano, per dirigersi verso l'Étang de Berre.